# Plavje
Plavje (wł. Plavia) – wieś w Słowenii, w gminie miejskiej Koper. 1 stycznia 2018 liczyła 565 mieszkańców.